# Llentilla d'aigua
La llentilla d'aigua o llentia d'aigua (Lemna minor) és una espècie de planta aquàtica del gènere Lemna la qual té una distribució subcosmopolita. És nativa de la major part d'Àfrica, Àsia, Europa i Amèrica del Nord i es troba en aigües dolces de corrent suau. No es troba en els climes àrtics ni en els subàrtics i no és nativa d'Australàsia ni d'Amèrica del Sud però s'hi ha naturalitzat.
Disposa d'una, dues o tres fulles amb una arrel, d'1 a 2 cm, que penja a l'aigua. Quan creixen més fulles, la planta es divideix en individus separats. Les fulles són de forma oval d'1–8 mm de llarg i 0,6–5 mm d'ample, de color verd clar amb tres (rarament cinc) nervis i espais petits que ajuden a la flotació. Habitualment es propaga per divisió i les flors, que fan 1 mm de diàmetre, rarament apareixen. La llavor fa 1 mm de llargada i té de 8 a 15 costelles.

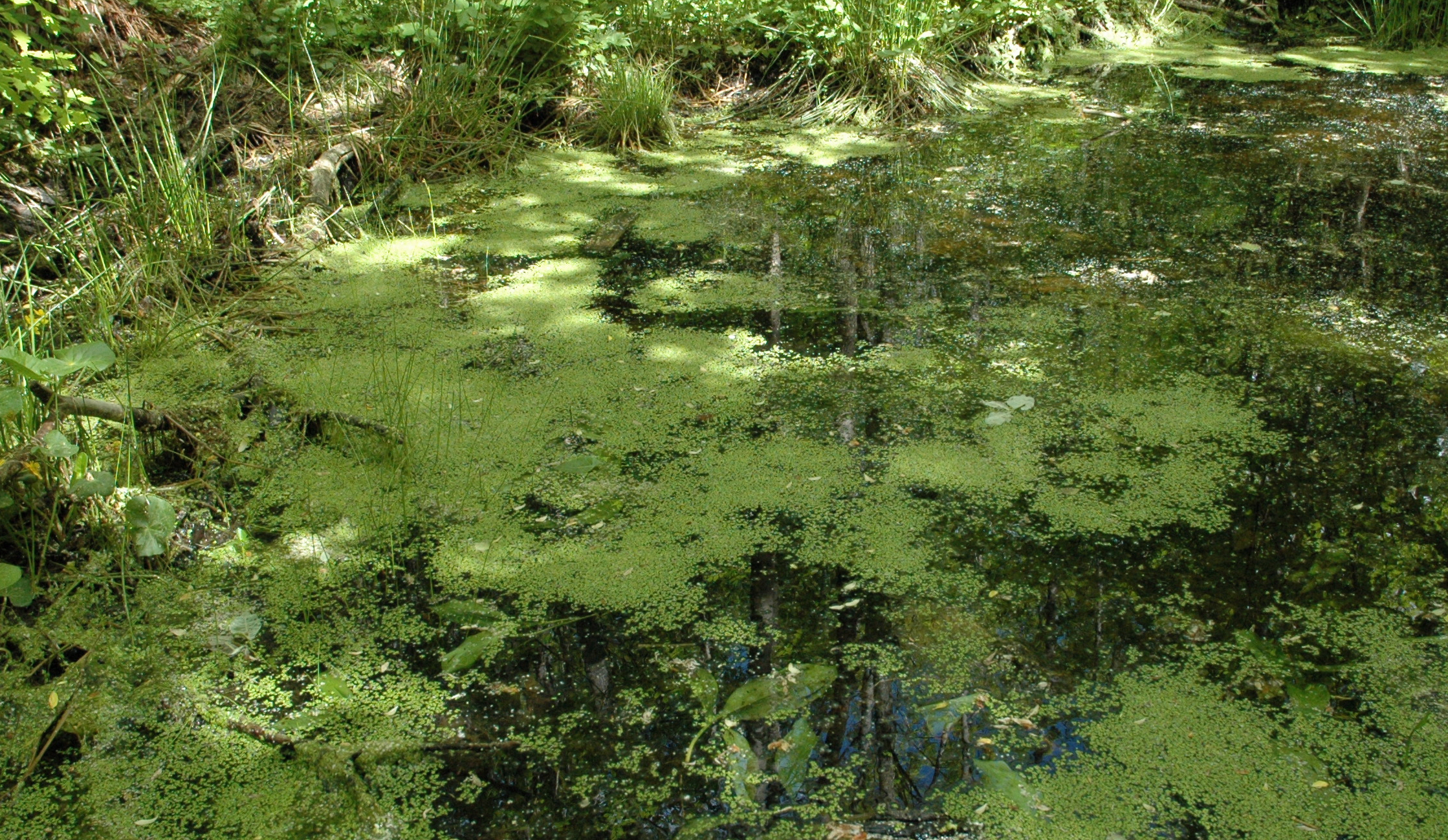
Colònia de llentilles d'aigua en una piscina

Creixen en aigües amb alts nivells de nutrients, pH entre 5 i 9 i temperatures entre 6 i 33 °C. Sovint formen una catifa contínua sobre l'aigua.
És un recurs nutritiu important per a peixos i ocells (especialment els ànecs),ja que són riques en proteïnes i greixos.

## Cultiu i usos
Es fa servir en aquaris i en basses però s'ha de recollir amb freqüència perquè és molt invasora. De forma comercial es fa servir per alimentació animal, especialment de peixos i d'aviram.